# Günther Bonn

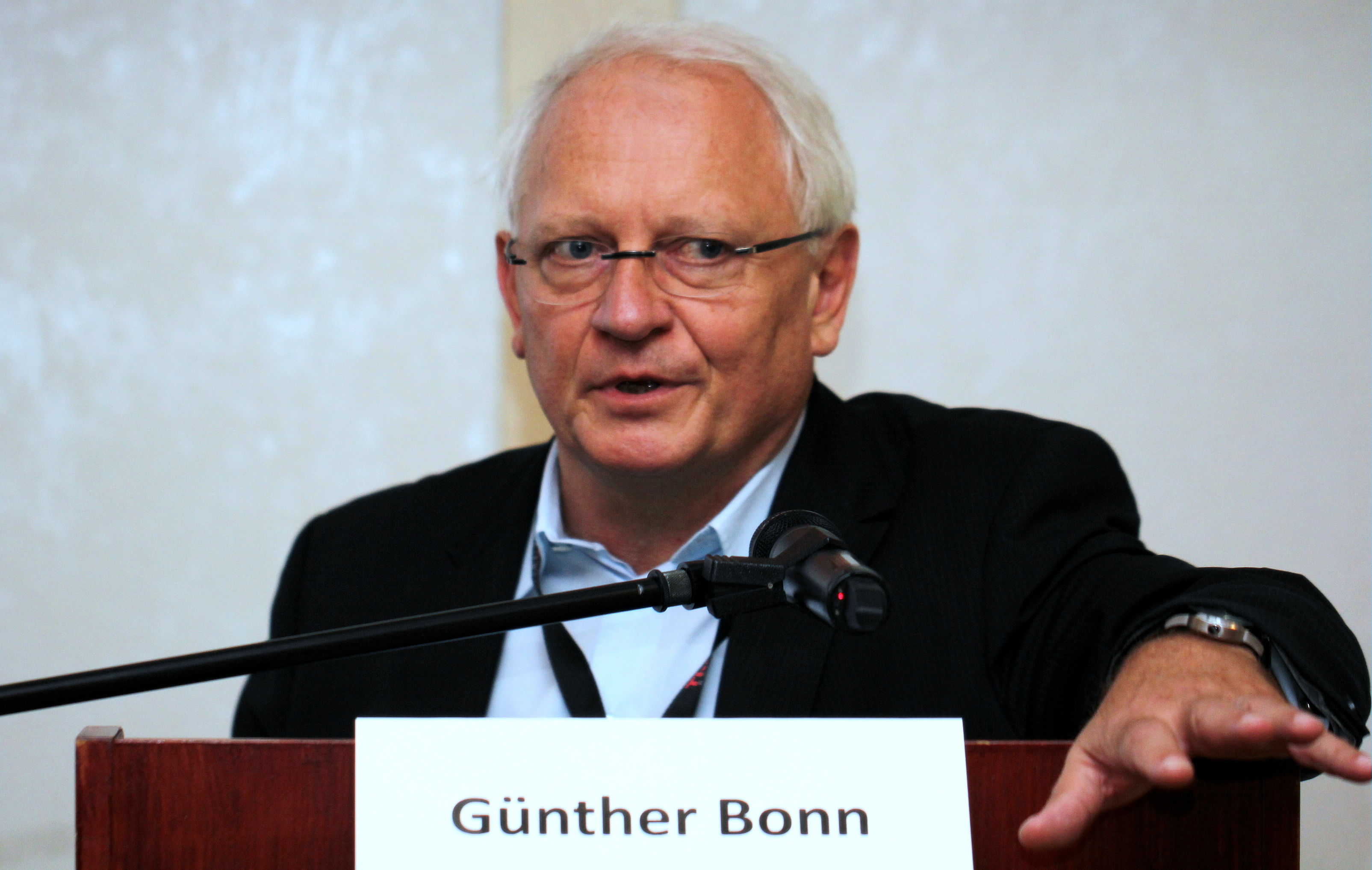
Günther Bonn (2013)

Günther Karl Bonn (* 15. Jänner 1954 in Innsbruck) ist ein österreichischer Chemiker.

## Leben
Günther Bonn studierte Chemie und Physik Lehramt an der Leopold Franzens-Universität Innsbruck, das er 1976 mit dem Magisterium abschloss. Noch während er seine ersten Sporen als AHS-Lehrer verdiente, begann er ein Doktoratsstudium am Institut für Radiochemie in Innsbruck und wurde mit „summa cum laude“ 1979 zum Dr. phil. promoviert. Er arbeitete an der Universität, zunächst als Vertragsassistent und später als Universitätsassistent, wo er sich 1985 auch für analytische Chemie habilitierte.
1988 folgte ein zweijähriger Auslandsaufenthalt als Gastprofessor am Department of Chemical Engineering von Csaba Horvath an der Yale University, USA. Die Universität Linz berief ihn 1991 als Ordentlichen Universitätsprofessor für Analytische Chemie. Nur drei Jahre später folgte er dem Ruf seiner Stammuniversität und wurde Ordentlicher Universitätsprofessor für Analytische Chemie am Institut für Analytische Chemie und Radiochemie der Universität Innsbruck (1995), wo er seit 1996 auch Vorstand des Instituts ist. Seit März 2011 ist er Co-Direktor und seit 2013 Direktor des neu gegründeten ÖAW-Instituts Austrian Drug Screening Institute, ADSI.
Neben seiner wissenschaftlichen Karriere begann sich Bonn schon frühzeitig mit wissenschafts- und forschungspolitischen Fragestellungen zu befassen. Er wurde 1991 Mitglied der Großgerätekommission des Bundesministeriums für Wissenschaft und Forschung, 1993–1999 Mitglied des Fachhochschulrats und 1996–2003 Mitglied und Referent des Fonds zur Förderung der wissenschaftlichen Forschung (FWF). Von 2002 bis 2007 war Bonn Mitglied des Wissenschafts- und Forschungsrats des Landes Salzburg. 2003 übernahm er zudem die Präsidentschaft des BIT – Büro für Internationale Forschungs- und Technologiekooperation.
Von 2000 bis 2010 war Günther Bonn Mitglied und stellvertretender Vorsitzender des wichtigsten forschungspolitischen Beratungsgremiums Österreichs, des Rats für Forschung und Technologieentwicklung. Seit 2003 ist er zudem Mitglied und war 2008–2013 stellvertretender Vorsitzender des Universitätsrats der Medizinischen Universität Innsbruck.
Seit 2006 leitet er, zusammen mit Professorin Ke Yang, Vizerektorin des Health Science Center an der Peking-Universität, das Sino-Austrian Biomarker Discovery Center, eine österreichisch-chinesische Plattform zur Identifizierung von Biomarkern für die Krebsforschung.

## Forschungsschwerpunkte
Bonns Spezialthemen liegen in der Grundlagenforschung und ihren technischen Anwendungen von chemischen Analyseverfahren insbesondere auf den Gebieten der Bio-, Gen- und Phytoanalytik, der Umwelt- und Radioanalytik. Außerdem auf der Analytischen Chemie, Synthese neuer Materialien für Anreicherungs- und Trennungstechnologien (Chromatographie, Elektrophorese, Massenspektrometrie).

## Leistungen
Er ist Mitglied im Editorial Board internationaler wissenschaftlicher Zeitschriften wie u. a. Chromatographia, Journal of Chromatographic Science, LC GC Europe, Journal of Separation Science, Current in Medicinal Chemistry, Current Analytical Chemistry, Pharmacogenomics, Bioanalytical Reviews, International Journal of Analytical Chromatography.
Er hat mehr als 350 wissenschaftliche Publikationen veröffentlicht, ist Koautor von zwei Büchern und an 29 Patenten beteiligt.

## Auszeichnungen (Auswahl)
- 2003 Halasz Medal Award
- 2009 Ehrenring der Österreichischen Akademie der Wissenschaften
- 2010 EUSSS Nernst-Tswett Award
- 2011 Csaba Horváth Erinnerungsmedaille[7]
- 2011 Ehrenzeichen des Landes Tirol[8]
- 2012 Wissenschaftspreis der Universität Innsbruck
- 2013 Archer J.P. Martin-Medaille
- 2014 Ehrendoktorwürde der Medizinischen Universität Lublin[9][6]

## Werke (Auswahl)
- P. Jandik, Günther K. Bonn, Capillary Electrophoresis of Small Molecules and Ions. Wiley-VCH, New York 1993. ISBN 978-0-471-18822-3
- Günther K. Bonn, H. Scherz, Analytical Chemistry of Carbohydrates. Thieme, Stuttgart 1997. ISBN 978-3-527-30894-1